# 芝不器男俳句新人賞
芝不器男俳句新人賞（しばふきおはいくしんじんしょう）は、日本の俳人のための、公募による俳句の新人賞。

## 沿革・運営
愛媛県出身の夭折の俳人芝不器男の名を冠し、「新鮮な感覚を備え、大きな将来性を有する若い俳人に贈られる。この賞が誘因となって、今世紀の俳句をリードする新たな感性が登場することを強く願う」目的で2002年、財団法人愛媛県文化振興財団によって創設された。以後4年周期で開催。2010年の第3回をもって、主に予算面での理由によりいったんは休止が決定していたが、石島辰太郎産業技術大学院大学学長を委員長とする芝不器男俳句新人賞実行委員会が新たに立ち上げられ、従来の選考方式を保持しつつ主催が引き継がれた。実行委員会の活動は主に有志の寄付とボランティアによって成り立っている。
選考は、第一回より第四回まで大石悦子、城戸朱理、齋藤愼爾、対馬康子、坪内稔典の五名で実施。第五回は城戸朱理、齋藤愼爾、対馬康子、中村和弘、西村我尼吾、関悦史にて実施。その他、運営には参与である西村我尼吾が大きく携わっている。 
伝統的な作風のみならず有季定型から大きくはみ出た作品にも賞を与えており、従来の俳壇の賞とは異なる自由な気風を持つ。4年に1度の開催ながら受賞後に俳壇で大きな活躍をする俳人もすでに多数出ており、専門俳人の登竜門の一つとして定着している。

## 選考・賞
39歳11か月以下の俳人による100句一組の応募作品が選考対象となる。数年以内に発表したものであれば既発表作品も応募可（正確な期間は募集時により異なる）。氏名・属性を秘匿したまま、選考委員全員が眼を通した上で1次選考通過作品が決定され、公開討議による二次選考を経て受賞作品が決定される。
賞は「芝不器男俳句新人賞」のほか、各選考委員5名の名をそれぞれ冠した奨励賞が次席として設けられている。第3回からはさらに1次選考落選作品のなかから「特別賞」も選ばれている。賞品は、第一回以降以下のようになっている。
- 芝不器男俳句新人賞（通例1名）：賞状・ガラス工芸品（ノグチ・ミエコ作）・賞金30万円・句集支援
- 芝不器男俳句新人賞奨励賞（5名)：賞状・ガラス工芸品（同上）・賞金5万円。
- 芝不器男俳句新人賞特別賞（1名。第3回以降）：賞状・賞金3万円。

## 受賞者一覧
第一回（2002年）
- 新人賞 冨田拓也
- 大石悦子奨励賞 小田涼子
- 城戸朱理奨励賞 関悦史
- 齋藤愼爾奨励賞 佐藤成之
- 対馬康子奨励賞 松原藍夏
- 坪内稔典奨励賞 神野紗希

第二回（2006年）
- 新人賞 杉山久子
- 大石悦子奨励賞 ことり
- 城戸朱理奨励賞 大野泰司
- 齋藤愼爾奨励賞 九堂夜想
- 対馬康子奨励賞 佐藤文香
- 坪内稔典奨励賞 宮嶋梓帆

第三回（2010年） 
- 新人賞 御中虫
- 大石悦子奨励賞 成田一子
- 城戸朱理奨励賞 藤実（岡田一実）
- 齋藤愼爾奨励賞 堀田季何
- 対馬康子奨励賞 中村安伸
- 坪内稔典奨励賞 たかぎちようこ
- 特別賞 園田源二郎

第四回（2014年）
- 新人賞 曾根毅
- 大石悦子奨励賞 西村麒麟
- 城戸朱理奨励賞 表健太郎
- 齋藤愼爾奨励賞 庄田宏文
- 対馬康子奨励賞 髙坂明良
- 坪内稔典奨励賞 原田浩佑
- 特別賞 稲田進一

第五回（2018年）
- 新人賞 生駒大祐
- 城戸朱理奨励賞 表健太郎
- 齋藤愼爾奨励賞 菅原慎矢
- 対馬康子奨励賞 堀下翔
- 中村和弘奨励賞 松本てふこ
- 西村我尼吾奨励賞 佐々木貴子
- 特別賞 田中惣一郎

第六回（2022年）
- 新人賞　田中泥炭
- 城戸朱理奨励賞 櫻井天上火
- 対馬康子奨励賞 浅川芳直
- 中村和弘奨励賞 本人辞退
- 西村我尼吾奨励賞 藤田哲史
- 特別賞 早舩煙雨